# 鉤弋夫人

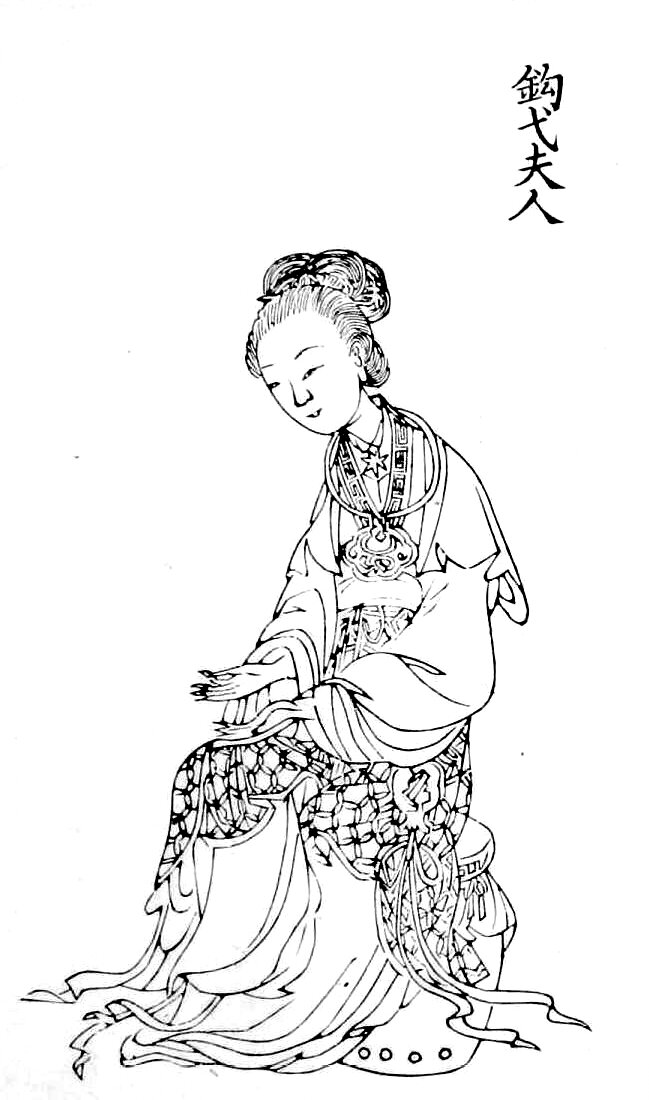
『百美新詠図伝』

鉤弋夫人（こうよく[くよく]ふじん、? - 紀元前88年）は、前漢の武帝の婕妤（側室）。昭帝の生母。姓は趙。河間国武垣県の人。拳夫人とも呼ばれる。

## 経歴
武帝の河間国行幸の際、望気者（雲気から吉凶を占う者）が現地に奇女があると告げたので、武帝は人に命じて探させ、趙姓の少女が発見された。少女は、幼い頃から手は拳を握りしめ、開けたことがなかった。しかし武帝は彼女の手を開かせ、鉤玉を握っていたのを見つけた。武帝は喜び、趙氏を夫人に迎え寵愛した。
鉤弋夫人は妊娠14カ月で劉弗陵（後の昭帝）を産んだ。伝説では堯の母も妊娠14カ月で堯を産んだといわれており、そこで武帝は局の門に「堯母門」と名付けた。
劉弗陵は武帝の末子として寵愛を受けた。征和2年（紀元前91年）の巫蠱の禍で戾太子劉拠およびその一族が誅滅された後、皇太子は空位だった。後元2年（紀元前87年）、武帝は劉弗陵を新たな皇太子に立てた。しかしその前に、呂雉一族のような外戚の専横を未然に防ぐ目的で、生母の鉤弋夫人は武帝の命令により殺害された。具体的な経緯については次のように記されている。ある日、鉤弋夫人が武帝の元から罪を得た。武帝は連れ出させて有司に付した。鉤弋夫人はこのとき振り返って武帝を見た。武帝は「早く行け。そなたはもう生きられない」と言った。間もなく鉤弋夫人は死去した。こうして次代の生母のかわりに武帝は遺言して霍光、金日磾、上官桀ら大臣を補佐に指名した。
昭帝が帝位に即くと、亡母に皇太后を追贈し、女陵に改葬したが、鉤弋夫人の親族が官位を得ることはなかった。